# 约翰·米歇尔
陆军元帅约翰·米歇尔爵士 GCB PC（1804年9月1日—1886年5月23日）是一名英国陆军军官。米歇尔在1851年的第八次科萨战争期间指挥英军第6步兵团，后在1854年克里米亚战争期间担任英国陆军驻土耳其特遣队的参谋长。印度民族起义期间，米歇尔被调往印度指挥马尔瓦野战部队追击塔蒂亚·托普。1860年8月的第二次鸦片战争期间，米歇尔在第三次大沽口之战中指挥英军第1师，并于同年10月带领部队焚烧了北京圆明园，以报复清军对被俘英军的酷刑。1861年，米歇尔担任驻中国及香港英军司令。后来，他转任英属北美驻军司令，在组织民兵志愿者抵抗1866年芬宁暴动中发挥了关键作用。他最后的职务是爱尔兰驻军司令。

## 军旅生涯
约翰·米歇尔是英国陆军中将老约翰·米歇尔（Lieutenant-General John Michel）和安妮·米歇尔（Anne Michel，婚前姓费恩）的儿子。米歇尔早年在伊顿公学接受教育，后于1823年4月3日加入第57（西米德尔塞克斯）步兵团。几个月后，米歇尔调入第27步兵团，后于1823年11月6日调入第60步兵团。同年11月24日，米歇尔调入直布罗陀的第64步兵团。1825年4月28日，米歇尔晋升中尉，后于1826年12月12日成为一个独立连的连长。1827年2月15日，米歇尔成为第64步兵团的一位连长。
米歇尔曾加入马里波恩板球俱乐部，并于1831年为球队出场效力。
1832年，米歇尔进入桑德赫斯特皇家军事学院进修，次年获得军官任命资格。他随后回到第64步兵团，后于1835年2月20日转入孟加拉的第3步兵团，并于当年晚些时候成为亨利·费恩将军的副官。1840年3月6日，米歇尔在第6步兵团晋升少校。他于1842年4月15日成为第6步兵团的团长，随即晋升中校。
米歇尔于1847年被部署到南非，在那里他指挥自己的步兵团参加了第八次科萨战争期间的沃特克洛普战役和查科山战役。他于1854年10月1日成为募兵督查，后在克里米亚战争期间担任英国陆军驻土耳其特遣队的参谋长，随职领少将军衔。1856年7月24日，米歇尔领少将衔再次返回南非，以应对科萨人的袭击。1857年8月7日，米歇尔被调往英属印度，并负责指挥马尔瓦野战部队在印度民族起义期间追击塔蒂亚·托普。1858年10月26日，米歇尔正式晋升少将。
第二次鸦片战争期间，米歇尔任英军第1师师长，并带领部队参加第三次大沽口之战。1860年10月，作为对清军虐待英国战俘的报复行动，米歇尔率部火烧了北京圆明园，后于1861年被任命为驻中国及香港英军司令。
米歇尔于1865年4月25日调往英属北美，成为驻加拿大英军司令，领中将衔。在北美任职期间，米歇尔在组织民兵志愿者以抵抗1866年的芬宁暴动。1866年6月25日，米歇尔正式晋升中将军衔。1874年3月28日米歇尔晋升上将，后于1875年成为爱尔兰驻军司令。在爱尔兰任职期间，米歇尔的社交技巧和丰富的手段使他非常受欢迎。他于1880年10月1日退役并返回英国。1886年3月27日，米歇尔晋升陆军元帅，后于同年5月23日在多塞特郡的德利希宅邸去世。
除实际担任的军职外，米歇尔还是第86步兵团的荣誉团长。

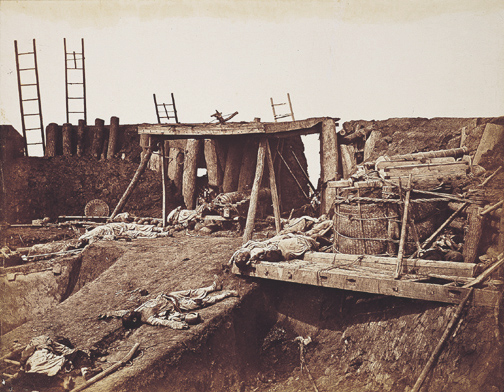
米歇尔带领英军第1师参加了第三次大沽口之战

## 荣誉
米歇尔获得的荣誉包括：
- 巴斯骑士大十字勋章[24]
- 奥斯曼帝国二等梅吉迪勋章[25]

## 家庭
1838年5月，约翰·米歇尔与路易丝·安妮·丘吉尔（Louise Anne Churchill）结婚，夫妻育有两子三女。

## 引注
1. 1 2 3 4  . .   [2013-11-16]. （原始内容存档于2012-10-11）.
2. 1 2 3  Heathcote, p. 207
3. ↑  . 倫敦憲報. 1823-11-15.
4. ↑  . 倫敦憲報. 1823-11-29.
5. ↑  . 倫敦憲報. 1825-05-14.
6. ↑  . 倫敦憲報. 1826-12-12.
7. ↑  . 倫敦憲報. 1827-03-13.
8. ↑  . CricketArchive.   [2013-07-17]. （原始内容存档于2023-06-01）.
9. ↑  . 倫敦憲報. 20 February 1835.
10. ↑  . 倫敦憲報. 1840-03-06.
11. ↑  . 倫敦憲報. 1842-04-15.
12. ↑  . 倫敦憲報. 1854-09-15.
13. ↑  . 倫敦憲報. 1855-04-24.
14. ↑  . 倫敦憲報. 1856-08-08.
15. ↑  . 倫敦憲報. 1857-09-18.
16. 1 2 3 4 5  Heathcote, p. 208
17. ↑  . 倫敦憲報. 1858-10-26.
18. ↑  . 倫敦憲報. 1865-04-25.
19. ↑  . 倫敦憲報. 1866-07-17.
20. ↑  . 倫敦憲報. 1874-04-28.
21. ↑  . 倫敦憲報. 1880-08-24.
22. ↑  . 倫敦憲報. 1886-03-26.
23. ↑  . 倫敦憲報. 1862-09-02.
24. ↑  . 倫敦憲報. 1871-05-20.
25. ↑  . 倫敦憲報. 1858-03-02.